# Ericrocis
Ericrocis  (лат.) — род пчёл, из трибы Ericrocidini семейства Apidae. Собирательные волоски образуют так называемую корзинку. 

## Распространение
Неарктика: США (Аризона, Калифорния, Флорида, Канзас, Невада, Нью-Мексико, Оклахома), Мексика.

## Классификация
Известно около 2 видов. 
- Ericrocis lata (Cresson, 1878) typus
- Ericrocis pintada Snelling & Zavortink, 1984[4]